# 回火
回火（Tempering）是在冶金學當中，一種改善金屬材料性質的熱處理技術。
回火是将淬火钢加热到奥氏体转变温度以下的適當溫度，保持高温加热1到2小时后冷却。经过回火，钢的结构趋于稳定，其脆性降低，韧性与塑性提高。回火往往与淬火相伴，并且是热处理的最后一道工序，能消除或者减少淬火应力，稳定钢的形状与大小，防止淬火零件变形和开裂。高温回火还可以改善切削加工性能。
依据加热的温度不同，回火分为：
- 低温回火 加热温度为150-250℃。淬火产生的马氏体保持不变，但是钢的脆性降低，淬火应力降低。主要用于工具、滚动轴承、渗碳零件和表面淬火零件等要求高硬度高强度的零件。低温回火后的硬度一般为55-64HRC。
- 中温回火 加热温度为350-500℃。回火组织为针状铁素体和细粒状渗碳体（Fe3C）的混合物，称为回火屈氏体。中温回火能获得较高的弹性极限和韧性，主要用于弹簧和热作磨具回火。中温回火后的硬度一般为35-45HRC。
- 高温回火 加热温度为500-650℃。高温回火组织为多边形的铁素体（ferrite）和细粒状渗碳体（Fe3C）的混合组织，称为回火索氏体。高温回火为了得到强度、硬度和塑性韧性等性能的均衡状态，主要用于重要结构零件的热处理，如轴、齿轮、曲轴等。也常作为氮化、表面淬火的预先热处理。高温回火后的硬度为25-35HRC。习惯上把淬火加高温回火的连续工艺称为调质处理。[2]